# Frugalware
Frugalware Linux — дистрибутив Linux общего назначения, спроектированный для пользователя, знакомого с командной строкой. Он основан на Slackware, но использует другой менеджер пакетов — Pacman. Frugalware — один из дистрибутивов, в которых обновлённые пакеты и обновления безопасности появляются ежедневно.

## Философия
Разработчики Frugalware пытаются сделать дистрибутив простым, насколько это возможно, и приоритетной задачей является удобство использования. Основной задачей является поставка свежего и стабильного программного обеспечения с минимальным применением патчей.

## Обзор
Frugalware основал Miklós Vajna. Из трио Slackware — Red Hat Linux — Debian ему больше нравится Slackware, но у этого дистрибутива есть серьёзные недостатки: например, медленная система управления пакетами, отсутствие поддержки множества языков и автоматического обновления ПО. Frugalware пытается сохранить плюсы Slackware (простота, скорость и т. д.) и улучшить его.

## Система управления пакетами
С версии 0.6 Frugalware использует пакетный менеджер Pacman-G2. Это форк CVS-версии полной переработки Pacman от Aurelien Foret, который официально выпущен не был (на данный момент[когда?]). Перед этим во Frugalware применялась модифицированная версия старого, монолитного Pacman от Judd Vinet.
Пакеты Frugalware имеют расширение .fpm. Это обычные tar-архивы, которые упакованы архиватором bzip2, а не gzip/XZ, как у Pacman в Arch Linux. Архивы bzip2 более компактны, однако создаются дольше, чем gzip-архивы.
Repoman — утилита для компиляции пакетов из исходных текстов. В дополнение к этому, возможно автоматически создавать и устанавливать пакеты с закрытым ПО с помощью Repoman. Пользователь может скачивать сборочные скрипты и компилировать пакеты со своими опциями, которые могут быть изменены через редактирование конфигурационного файла. Repoman появился впервые в Frugalware 0.3pre1.

## Ветви
Frugalware имеет текущую и стабильную ветвь. Текущая обновляется ежедневно, стабильная — каждые 6 месяцев.

## Архитектуры
Frugalware в данный момент поддерживает архитектуры x86 и x86-64. Пакеты для x86 собраны под семейство процессоров i686, а с версии 0.3pre1 появился порт на x86-64.

## Релизы
| Кодовое имя | Версия | Дата выхода                                                        |
| ----------- | ------ | ------------------------------------------------------------------ |
| Genesis     | 0.1    | 2 ноября 2004                                                      |
| Aurora      | 0.2    | 28 апреля 2005                                                     |
| Trantor     | 0.3    | 13 октября 2005 для систем x86 и 19 октября 2005 для систем x86-64 |
| Wanda       | 0.4    | 30 марта 2006                                                      |
| Siwenna     | 0.5    | 14 сентября 2006                                                   |
| Terminus    | 0.6    | 22 марта 2007                                                      |
| Sayshell    | 0.7    | 13 октября 2007                                                    |
| Kalgan      | 0.8    | 11 марта 2008                                                      |
| Solaria     | 0.9    | 9 сентября 2008                                                    |
| Anacreon    | 1.0    | 22 марта 2009                                                      |
| Getorin     | 1.1    | 7 сентября 2009                                                    |
| Locris      | 1.2    | 8 марта 2010                                                       |
| Haven       | 1.3    | 23 августа 2010                                                    |
| Nexon       | 1.4    | 13 февраля 2011                                                    |
| Mores       | 1.5    | 15 августа 2011                                                    |
| Fermus      | 1.6    | 12 февраля 2012                                                    |
| Gaia        | 1.7    | 19 августа 2012                                                    |
| Cinna       | 1.8    | 6 февраля 2013                                                     |
| Arcturus    | 1.9    | 5 ноября 2013                                                      |
| Rigel       | 2.0    | 16 февраля 2015                                                    |
| Derowd      | 2.1    | 5 сентября 2016                                                    |

Релизы Frugalware, начиная с Aurora по Cinna включительно, названы в честь планет описанных в фантастических рассказах Айзека Азимова.